# La Bataille des planètes
Pour la série télévisée japonaise d'origine, voir Kagaku ninja-tai Gatchaman.
Ne doit pas être confondu avec La Guerre des planètes.
La Bataille des planètes, aussi connu sous son nom anglais Battle of the Planets, est une adaptation américaine de la série télévisée d'animation japonaise Kagaku ninja-tai Gatchaman (科学忍者隊ガッチャマン).
Sur les 105 épisodes originaux de Gatchaman, 85 ont été utilisés dans l'adaptation de Battle of the Planets, produits par Sandy Frank Entertainment.
L'adaptation était généralement fidèle au développement de l'intrigue et des personnages de la série originale Gatchaman, mais des ajouts et des modifications significatives ont été effectués afin d'accroître l'attrait du marché nord-américain à la fin des années 1970, du fait du succès à l'époque du film Star Wars, et pour éviter la controverse des parents ; cela incluait notamment la suppression d'éléments de violence graphique et de grossièretés.
La série eut une pseudo suite, La Patrouille des aigles, adaptée de la même façon de Gatchaman II.

## Synopsis
Cinq jeunes gens « hyper-doués » — Mark, Thierry, Princesse, Allumette, Kipo — constituent la Force-G, une équipe d'intervention chargée de protéger la Terre. Ces héros luttent principalement contre les forces de la planète Spectra, avec à leur tête le sinistre Zoltar.
Le vaisseau spatial de la Force-G, le Phénix, piloté par Allumette, peut accueillir quatre véhicules plus petits appartenant aux autres membres du groupe. Il peut également prendre l'apparence d'un oiseau de feu quand il se déplace à grande vitesse. Cette forme lui permet de se sortir des situations les plus désespérées.

## Personnages
- Marc (鷲尾 健, Washio Ken?) / G-1 (大鷲の健, Ōwashi no Ken?)
- Thierry (ジョー 浅倉, Jō Asakura?) / G-2 (コンドルのジョー, Kondoru no Jō?)
- Princesse (ジュン, Jun?) / G-3 (白鳥のジュン, Shiratori no Jun?)
- Kipo (甚平, Jinpei?) / G-4 (燕の甚平, Tsubakuro no Jinpei?)
- Allumette (竜, Ryū?) / G-5 (みみずくの竜, Mimizuku no Ryū?)

## Distribution
- Bernard Jourdain : Marc
- Thierry Bourdon : Thierry
- Catherine Lafond : Princesse
- Jackie Berger : Kipo
- Claude Rollet : Allumette
- Michel Gatineau : Cavelier
- Philippe Dumat : 7-Zark-7
- Michèle Bardollet : 5-Sibel-5
- Raymond Loyer : Zoltar
- Raoul Delfosse : Sparock (Suprême Clarté)

## Liste des épisodes
1. Opération dinosaure (Attack of the Space Terrapin)
2. Astronautes en péril (Rescue of the Astronauts)
3. La momie de l'espace (The Space Mummy)
4. (The Space Serpent)
5. (Ghost Ship of Planet Mir)
6. (Big Robot Gold Grab)
7. Hold-up spatial (Ace from Outer Space)
8. (Fearful Sea Anemone)
9. La menace de la lune de Jupiter (The Jupiter Moon Menace) (résumé : Spectra fait appel au commandant Typhon pour envoyer depuis l'une des lunes de Jupiter des astéroïdes en direction de la Terre. La Force G se rend sur la lune jupitérienne et anéantit la machine).
10. Un essaim de fourmis robots (A Swarm of Robot Ants) (résumé : Spectra s'est allié au roi Fourmos qui envoie des fourmis-robot sur Terre. Une fois ces fourmis détruites, la Force G s'attaque au vaisseau spatial de Fourmos à l’aide d'un « thermocapteur » qui capte et amplifie les rayons solaires et qui détruit le vaisseau spatial ennemi.
11. L'escorte de la fusée de l'espace (Space Rocket Escort)
12. La bête qui aime les sucreries (Beast with a Sweet Tooth)
13. (Perilous Pleasure Cruise)
14. (The Thing with 1000 Eyes)
15. Le mystère du microfilm (Microfilm Mystery)
16. Les scarabées de l’espace (The Alien Beetles)
17. Spectra joue les Jonas (A Whale Joins G-Force)
18. (Mad New Ruler of Spectra)
19. (The Sea Dragon)
20. (Magnetic Attraction)
21. La momie musicale (The Musical Mummy)
22. Le géant de lave (The Fiery Lava Giant)
23. L’attaque des raies manta (The Bat-Ray Bombers)
24. La course contre le désastre (Race Against Disaster)
25. (The Ghostly Grasshopper)
26. (The Galaxy Girls)
27. La malédiction de la seiche [1/2] (Curse of the Cuttlefish (1/2))
28. La malédiction de la seiche [2/2] (Curse of the Cuttlefish (2/2))
29. Les démons du désert (Demons of the Desert)
30. Le siège des calamars (Siege of the Squids)
31. Orion le fidèle (Orion, Wonderdog of Space)
32. Le serment de la Force G [1/2] (The Fierce Flowers (1/2))
33. Le serment de la Force G [2/2] (The Fierce Flowers (2/2))
34. Concert de rock dans l’espace (The Space Rock Concert)
35. Prisonnier dans l’espace (Prisoners in Space)
36. Les victimes du faucon (Victims of the Hawk)
37. Raid sur Pacifia (Raid on Riga)
38. L’île aux phoques (Seals of Sytron)
39. (Giant Gila Monster)
40. Le code rouge (The Capture of the Galaxy Code)
41. (Raid on a Nearby Planet)
42. L’exploit de Kipo (Keyop Does It All)
43. Les crêtes de la planète Odin (Peaks of Planet Odin)
44. (The Sky is Falling (1/2))
45. (The Sky is Falling (2/2))
46. (Raid on the Red Scorpion)
47. (Mammoth Shark Menace)
48. La meilleure arme de la galaxie (Fastest Gun in the Galaxy)
49. Le géant de la planète Zyr (Giant from Planet Zyr)
50. L’île secrète (Secret Island)
51. La chauve-souris géante (Giant Space Bat)
52. L’attaque de la guêpe extra-terrestre (Attack of the Alien Wasp)
53. L’ombre de la mort (Decoys of Doom)
54. Zoltar met en touche (Zoltar Strikes Out)
55. (The Great Brain Robbery)
56. Le raid des pieuvres de l’espace (Raid of the Space Octopus)
57. La ville silencieuse (Silent City)
58. Péril dans les pyramides (Peril in the Pyramids)
59. La rage des robotoïds (Rage of the Robotoids)
60. L’homme des neiges extra-terrestre (The Alien Bigfoot)
61. L’invasion des sauterelles (Invasion of the Locusts)
62. Le safari spatial (Space Safari)
63. Le musée du mystère (Museum of Mystery)
64. La menace des mantes religieuses (Peril of the Praying Mantis)
65. L’incroyable rayon de force (The Awesome Ray Force)
66. Le sosie du roi (The Duplicate King)
67. La défaillance de Spectra (Defector of Spectra)
68. La terreur du paon (Panic of the Peacock)
69. Mission souterraine (Mission to Inner Space)
70. (Spectra Space Spider)
71. Les super-espions de l’espace (Super Space Spies)
72. Kipo devient cupide (Cupid Does It to Keyop)
73. Les tentacules spatiaux (Tentacles from Space)
74. L’île de la terreur (Island of Fear)
75. (The Awesome Armadillo)
76. L’invasion du centre spatial [1/2] (Invasion of the Space Center (1/2))
77. L’invasion du centre spatial [2/2] (Invasion of the Space Center (2/2))
78. Sauvez la colonie spatiale (Save the Space Colony)
79. Les chariots de Changu (Charioteers of Changu)
80. Vacances sur Vénus (Vacation on Venus)
81. Missiles hors de contrôle (Rockets Out of Control)
82. La défaillance de la Force G (G-Force Defector)
83. Spectra frappe un grand coup (Strike at Spectra)
84. La Force G dans le futur (G-Force in the Future)
85. Le piège de la cassette (Conway Tape Tap)

## Production

### Différences par rapport à la version japonaise
Les fortes contraintes éditoriales pesant sur les émissions américaines destinées à la jeunesse entraînèrent d'importantes modifications. Ainsi, les scènes les plus violentes se trouvèrent censurées, la plupart des scènes de destruction d'une ville se trouvaient précédées d'une phrase : « La ville a été évacuée ». Et, alors que l'action se passe sur Terre dans la version originale, elle se passe également sur d'autres planètes dans celle-ci.
Par ailleurs, le succès du film Star Wars amena l'introduction de nouveaux éléments. On ajouta un robot ressemblant à R2-D2, nommé « 7-Zark-7 », destiné à donner une note comique. Par ailleurs, ses commentaires permettaient aux spectateurs de ne pas perdre le fil de l'épisode, malgré les scènes coupées. Deux autres compagnons assistaient Zark : son chien « 1-Nonos-1 » et le robot « 5-Sibel-5 », dont la voix féminine troublait souvent Zark.
Sur les 105 épisodes originaux de Gatchaman, 85 épisodes furent adaptés dans la version Bataille des planètes et seuls 65 épisodes furent doublés et diffusés en France à partir du 5 septembre 1979 dans l'émission Les Visiteurs du mercredi sur TF1. Rediffusions en 1982 (Les Visiteurs du mercredi - TF1) puis 12 juillet 1982 (Croque Vacances - TF1) puis 1983 (Mer-cre-dis-moi-tout - TF1), 9 janvier 1985 (Vitamine - TF1) puis 14 février 1985 (Croque Vacances - TF1), 2005 (France 4) puis Octobre 2006 (France 4).

### Générique
Le générique français est chanté par Michel Barouille.

## Adaptations en bandes dessinées
- L'étranger, Scénario et dessin de Norbert Fersen, Pressinter 1979
- scénario de Munier Sharrief, dessins de Wilson Tortosa (Editions Semic, coll Top Cow Productions)

1. L'épreuve du feu, 2003
2. L'épreuve du feu - Dans l'impasse, 2003
3. Loose Ends - Dans l'impasse, 2003

## Autour de la série
- Le concept de base de cette série animée inspira les séries « live » de sentai. (Jetman lui rend hommage.)